# Milano-Modena 1955
La Milano-Modena 1955, quarantunesima ed ultima edizione della corsa, si svolse l'11 settembre 1955 su un percorso di 221 km. La vittoria fu appannaggio dell'italiano Fiorenzo Magni, che completò il percorso in 5h22'54", alla media di 41,065 km/h, precedendo il connazionale Fausto Coppi ed il belga Germain Derycke.
Sul traguardo di Modena 16 ciclisti, su 28 partiti da Milano, portarono a termine la competizione.

## Ordine d'arrivo (Top 10)
| Pos. | Corridore        | Squadra         | Tempo    |
| ---- | ---------------- | --------------- | -------- |
| 1    | Fiorenzo Magni   | Nivea-Fuchs     | 5h22'54" |
| 2    | Fausto Coppi     | Bianchi-Pirelli | a 5"     |
| 3    | Germain Derycke  | Alcyon-Dunlop   | a 2'30"  |
| 4    | Alfio Ferrari    | Arbos           | a 2'55"  |
| 5    | Agostino Coletto | Fréjus          | a 3'39"  |
| 6    | Aldo Moser       | Torpado         | a 4'10"  |
| 7    | Pierino Baffi    | Nivea-Fuchs     | ?        |
| 8    | Cleto Maule      | Torpado         | ?        |
| 9    | Giuseppe Minardi | Legnano         | ?        |
| 10   | Riccardo Filippi | Bianchi-Pirelli | ?        |